# Iso-Ätämö
Iso-Ätämö är en sjö i Sommarnäs i Somero i landskapet Egentliga Finland i Finland. Sjön ligger 109 meter över havet. Arean är 37 hektar och strandlinjen är 3,05 kilometer lång. Sjön  ingår i Karisåns huvudavrinningsområde.   Den ligger omkring 80 kilometer öster om Åbo och omkring 77 kilometer nordväst om Helsingfors. 